# Viliam Karmažin
Viliam Karmažin (Újvároska, 1922. szeptember 23. – Szered, 2018. április 10.) szlovák zeneszerző, karmester.

## Élete
1922. szeptember 23-án az újvároskai börtönben született, ahol apja felügyelőként dolgozott. Zenei tehetsége korán megmutatkozott. Az újvároskai polgári iskolában tanult, majd 1939-ben a család Szeredre költözött. Pozsonyban tanult karmesterséget és ott államvizsgázott zenetörténetből. 1942-től a szeredi Zvon kórus karnagya volt. A pozsonyi Comenius Egyetem pedagógiai karán szerzett diplomát. Hét szemesztert a műszaki egyetemen is elvégzett, de a tanulmányait nem fejezte be. Matematikát és zenét oktatott különböző iskolákban. Zeneszerzőként kamaraműveket alkotott, népdalokat gyűjtött és dolgozott át gyermek- és vegyeskórusok számára.

## Művei
- Romance a-moll pro housle a klavír (1943)
- Chansone de souvenir pro violoncello a klavír (1953)
- Nokturno As-dur (klavírní trio, 1948)
- Tu es Petrus (smíšený sbor a varhany, 1947)